# Мартінью Ндафа Кабі
Мартінью Ндафа Кабі (нар. 17 вересня 1957) — політичний діяч Гвінеї-Бісау з квітня 2007 до серпня 2008. Є одним з керівників ПАІГК.